# Двин (футбольный клуб)
«Двин» (арм. Ֆուտբոլային Ակումբ „Դվին“ Արտաշատ) — армянский футбольный клуб, основанный в 1982 году в городе Арташат.

## Прежние названия
- 1982—1992: «Олимпия»
- 1992—1995: «Арташат»
- 1995—1999: «Двин»

## История
Клуб был основан в 1982 году под названием «Олимпия», под которым он выступал во второй лиге советского чемпионата в 1982—1986 годах. На армянском футбольном горизонте команда появилась в 1992 году под новым названием ФК «Арташат». Она дебютировала в Первой лиге, где заняла 4-е место. На следующий сезон клуб улучшил свой показатель, заняв 2-е место. Затем команда на год покидает соревнования, после чего вновь появляется в Первой лиге теперь уже под названием «Двин». На протяжении всего первенства клуб лихорадило, итогом чего стало 5-е место. Годом позже команда заняла 9-е место. Сезон-1996/97 она завершила триумфом в «золотом матче», обыграв «Лори» Ванадзор со счётом 3:0.
В дебютном сезоне в высшей лиге команда располагалась в зоне переходного турнира. Выиграв 3:1 у клуба первой лиги «Спитак», «Двин» сохранила место на следующий сезон. В третьем сезоне в высшем дивизионе Армении команда боролась до последнего тура за восьмое место, которое давало право выступать в элите в году следующем. Эту борьбу команда выиграла, но в конце 1999 года была расформирована.

## Достижения
Чемпион Первой лиги (1)1996/97
Серебряный призёр Первой лиги (1)1993

## Главные тренеры клуба
- Саркис Овивян (1982—1983)
- Сейран Галстян (август 1997 — сентябрь 1997)
- Ашот Саакян (сентябрь 1997 — октябрь 1997)
- Альберт Саркисян (октябрь 1997—1999)